# Cornelius Petersen (1806-1876)
 For alternative betydninger, se Cornelius Petersen. (Se også artikler, som begynder med Cornelius Petersen)
Cornelius Petersen (født 13. april 1806 i Davinde ved Odense, død 17. december 1876 i København) var en dansk gårdejer og politiker. Han sad i Den Grundlovgivende Rigsforsamling, i Folketinget fra 1854 til sin død i 1876 og i Rigsrådets Folketing fra 1864 til 1866.

## Erhverv og familie
Petersen blev født i Davinde på Fyn i 1806. Hans forældre var gårdejer Peder Corneliussen (1761-1829) og hustru Karen Rasmusdatter (1771-1834). Han bestyrede sin fødegård efter farens død i 1829 og overtog ejerskabet af gården i 1832. Petersen blev gift 7. november 1829 med Dorothea Olsen (1809-1891).

## Lokalpolitik
I 1831 blev valgt til Petersen fattigforstander og skoleforstander. Han var medlem af sogneforstanderskabet i Davinde Sogn fra 1842 til 1844 og igen fra 1851 til 1855. Fra 1851 til 1868 var han også medlem af Odense Amtsråd.

## Prædikant
Petersen tilhørte den fynske vækkelse og virkede som lægprædikant. I 1849 tilsluttede han sig i stedet grundtvigianismen.

## Landspolitik
I 1848 blev Petersen valgt ved kåring i Højby-kredsen til Den Grundlovgivende Rigsforsamling hvor han politisk samarbejdede med Bondevennerne.
Han stillede op i Nyborg-kredsen ved folketingsvalgene i februar og maj 1853, men tabte begge valg til Johan Nikolaj Gomard (med 529 stemmer til Petersen og 621 stemmer til Gomard i februar, og 434 stemmer til Petersen og 510 stemmer til Gomard i maj).
I stedet blev Petersen valgt ved kåring til Folketinget 14. september 1854 ved et suppleringsvalg i Verninge-kredsen som blev afholdt fordi postmester Ove Thomsen havde nedlagt sit mandat. Thomsen var i august 1854 som statsansat blevet tvunget af finansminister Sponneck til at forlade Folketinget fordi han var gået over til oppositionen. Petersen blev genvalgt ved kåring ved de følgende folketingsvalg indtil 1869 hvor han vandt valget med 336 stemmer mod 74 stemmer til dyrlæge O.B. Thomsen fra Tommerup. Ved det næste folketingsvalg i 1872 skiftede han til Kerteminde-kredsen som valgte ham ved afstemning mod forskellige modstandere ved alle folketingsvalg indtil hans død i 1876.
Petersen tilhørte den nationalliberale gruppering i Folketinget fra 1854 til 1865. I 1865 forlod han de nationalliberale og blev en af dem som blev kaldt de syv vise Bønder. Petersen var med at stifte Mellempartiet i 1866. Bruddet med de nationalliberale skyldtes uenighed om den omdannelse af Landstinget som blev gennemført med Grundloven af 1866.
Petersen var medlem af Rigsrådets Folketing fra 1864 til 1866.
Han blev Dannebrogsmand i 1861.